# لولوبة لا ورقية
لولوبة لا ورقية (الاسم العلمي:Spiranthes aphyllus) هي نوع غير مؤكد من النباتات يتبع جنس اللولوبة من الفصيلة السحلبية.